# Gamla sparbankshuset, Söderhamn

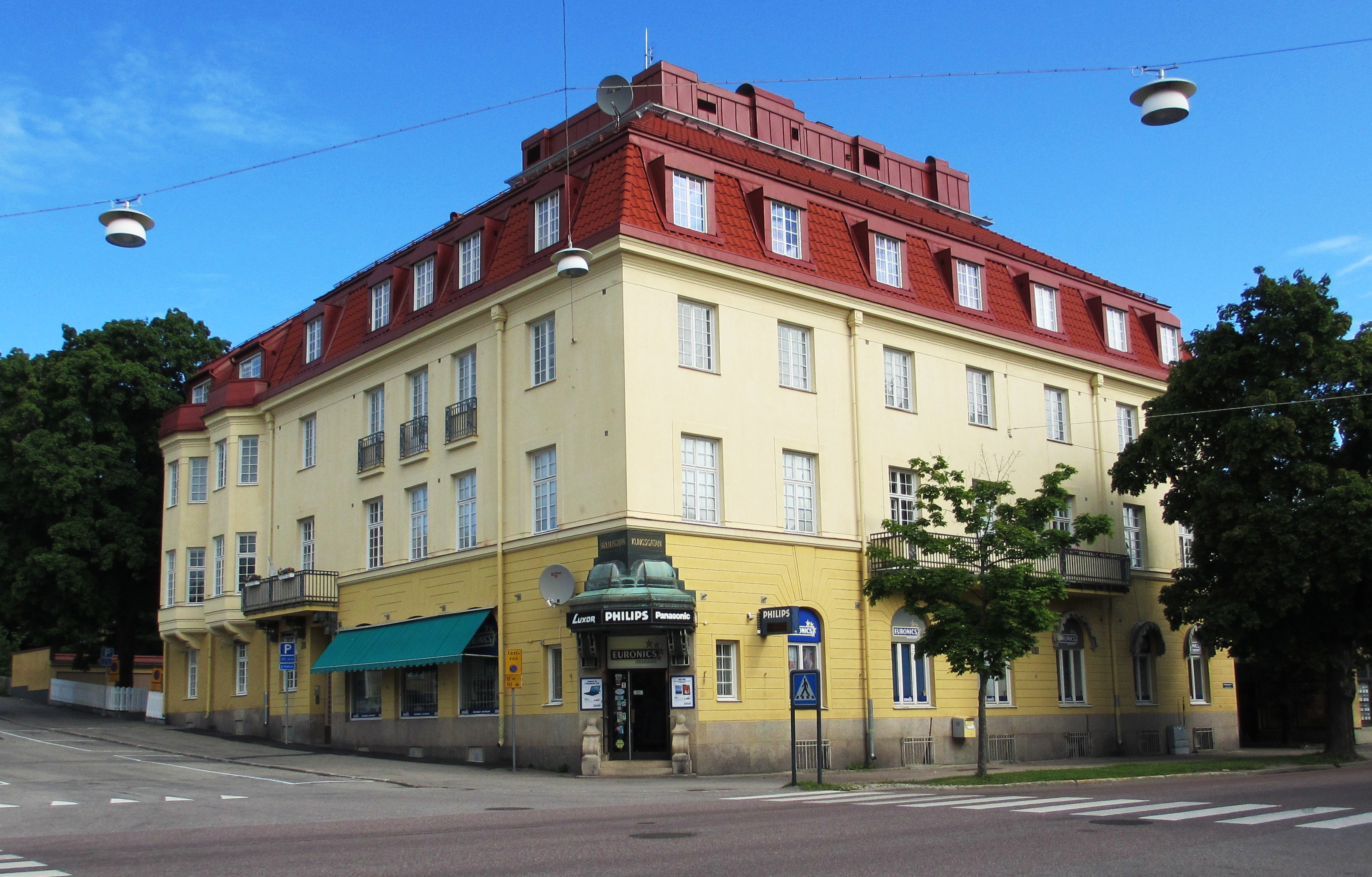
Gamla sparbankshuset i Söderhamn.

Gamla sparbankshuset är en byggnad som uppfördes 1913–1914 i hörnet av Kungsgatan och Skolhusgatan i Söderhamn för Söderhamns stads sparbank. Sparbanken hade kvar sin verksamhet i byggnaden till 1975.

## Förberedelser
År 1906 hade sparbanken flyttat in i Westbergska gården, men planerna på en egen byggnad levde vidare. Enskilda ledamöter av styrelsen fortsatte uppenbarligen att verka för dessa planers förverkligande och vid styrelsens sammanträde i september 1912 anmäldes att arkitektfirman Hagström & Ekman i Stockholm uppgjort ett förslag till ett blivande sparbankshus i hörnet av Kungsgatan och Skolhusgatan. Styrelsen, som ansåg att utrymmet borde kunna utnyttjas mer ekonomiskt beslutade att ge stadsbyggmästaren Jakob Erik Gregorsson i uppdrag att med ledning av styrelsens önskemål uppgöra skiss över ett nytt förslag. Vidare anmodades ordföranden att vid ett besök i Stockholm rådgöra med arkitekterna om dessa önskemål.
Förberedelserna gick därefter snabbt; den 7 november var inte endast nya ritningar utarbetade, utan ett par byggmästare hade approximativt räknat ut, att kostnaderna för huset skulle understiga 200 000 kronor. Då hyrestiden för dåvarande lokal utgick den 1 oktober 1916 och att det rådde bostadsbrist i staden, kunde man beräkna att bostadslägenheter lätt skulle kunna uthyras och banken således kunna erhålla skälig ränta på den beräknade kostnaden 200 000 kronor, som ungefär motsvarade reservfonden, beslutade styrelsen att kalla huvudmännen till sammanträde och anhålla om deras bemyndigande att för en kostnad, ej överstigande 200 000 kronor uppföra en sparbanksbyggnad på den angivna tomten enligt arkitektfirmans skisser, under förutsättning att tomten, som ägdes av Söderhamns stad, kunde förvärvas för 7 000 kronor. Den 21 november erhölls huvudmännens enhälliga bemyndigande i begärd utsträckning. Vid ordinarie sammanträdet en månad senare meddelades att stadsfullmäktige begärde 9 000 kronor för tomten, vilket på styrelsens förslag accepterades.

## Byggandet

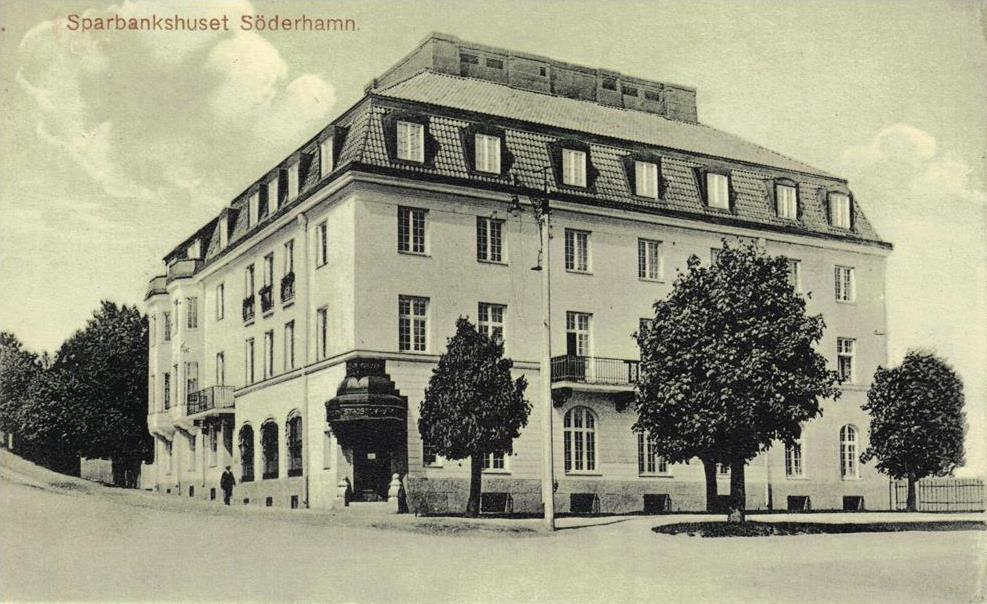
Sparbankshuset, äldre vykort.

Av 10 entreprenadanbud på byggnadens uppförande antogs den 3 april 1913 det av byggmästaren A. Backman i Falun avgivna. Byggnaden skulle vara färdig till den 1 oktober 1914. Entreprenör för värmeanläggning samt vatten- och avloppsledningar blev AB M. Faerden i Stockholm, för de elektriska belysningsanläggningarna Söderhamns Elektriska Byrå. Banklokalens inredning utfördes av fabrikören Johan Abraham Norell i Söderhamn, medan gårdsplanens ordnande sköttes av byggnadskommittén med biträde av trädgårdsmästaren Magnus Winbladh i Sandarne.  Till kontrollör för byggnaderna antogs byggmästaren Erik Jakobsson, vilken under förarbetena biträtt styrelsen vid en del tekniska utredningar, mot arvode av 2 000 kronor. Byggmästaren Jakobsson avled i oktober och efterträddes av byggmästaren Daniel Eriksson. Till kontrollant för värme, vatten och avlopp antogs ingenjören Wilhelm Dahlgren. Till byggnadskommitterade utsågs herrar Fridlef Afzelius, Lars Erik Röstlund och Carl Alfred Ohlson.
Byggnadsarbetet gick snabbt och början av oktober 1914 kunde sparbanken flytta in under eget tak. Efter den slutliga avsyningen kunde i styrelsen den 3 december 1914 anmälas, att kostnaderna för byggnaden i då befintligt skick uppgått till 207 264 kronor, inklusive tomten. Sparbankshuset uppfördes i tegel i fyra våningar jämte vind och källarvåning, den senare inrymmande tvättstuga, mat- och vedbodar samt maskinrum för centraluppvärmningen; på gården uppfördes en mindre uthusbyggnad av tegel. Huset inrymde, förutom banklokalen, tio bostadslägenheter. Banklokalen var hög, ljus och rymlig, bestående av ett stort expeditionsrum, ett direktionsrum, som även var verkställande direktörens tjänsterum, ett rum för kamreren, frukostrum, toalett samt ett tidsenligt brandsäkert bankvalv.

## Sparbanken lämnar byggnaden
Söderhamns Sparbank bedrev sin verksamhet i byggnaden till 1975, då de tidigare banklokalerna övertogs av firman Elektronikservice Fryklund & Thor. Efter upprustning blev den tidigare bankhallen försäljningslokaler, medan bankvalvet blev kontor och det tidigare direktörskontoret inreddes till reparationsverkstad.